# Robert W. Glass junior
Robert W. Glass junior (* vor 1977) ist ein US-amerikanischer Tontechniker, der zweimal für den Oscar für den besten Ton nominiert war.

## Filmografie (Auswahl)
- 1977: New York, New York
- 1977: Auf der Suche nach Mr. Goodbar (Looking for Mr. Goodbar)
- 1977: Nur Samstag Nacht (Saturday Night Fever)
- 1978: In der Glut des Südens (Days of Heaven)
- 1979: Amityville Horror (The Amityville Horror)
- 1980: Hebt die Titanic (Raise the Titanic)
- 1981: Outland – Planet der Verdammten (Outland)
- 1981: Truck Driver (Roadgames)
- 1981: Der Teufelsschrei (Evilspeak)
- 1981: St. Helens
- 1982: Firebird Tornado (The Junkman)
- 1982: Ladies and Gentlemen, the Fabulous Stains
- 1984: Beach Parties – Sonne, Sex und Sunnyboys (Where the Boys Are '84)
- 1984: Star Trek III: Auf der Suche nach Mr. Spock (Star Trek III: The Search for Spock)
- 1985: Crazy for You (Vision Quest)
- 1985: Traffic School – Die Blech- und Dachschaden-Kompanie (Moving Violations)
- 1985: Creator – Der Professor und die Sünde (Creator)
- 1985: Stand Alone
- 1985: Blue Yonder – Flug in die Vergangenheit (The Blue Yonder; Fernsehfilm)
- 1986: Rocket Man (The Best of Times)
- 1986: Heiße Geschäfte (Odd Jobs)
- 1986: Critters – Sie sind da! (Critters)
- 1986: Lightning, the White Stallion
- 1986: Interceptor (The Wraith)
- 1986: Grenzenloses Leid einer Mutter (Where Are the Children?)
- 1986: Der kleine Horrorladen (Little Shop of Horrors)
- 1986: Hyper Sapien: People from Another Star
- 1987: Ausgelöscht (Extreme Prejudice)
- 1987: Summer School
- 1987: Born in East L. A.
- 1987: Die Toten (The Dead)
- 1987: Karate Tiger 2 (No Retreat, No Surrender 2: Raging Thunder)
- 1988: Braddock – Missing in Action 3 (Braddock: Missing in Action III)
- 1988: Der Cop (Cop)
- 1988: Eine Frau steht ihren Mann (Switching Channels)
- 1988: Gar kein Sex mehr? (Casual Sex?)
- 1988: Annies Männer (Bull Durham)
- 1988: FBI Academy (Feds)
- 1989: Dream a Little Dream
- 1989: Ginger Ale Afternoon
- 1989: Boys
- 1989: Halloween V – Die Rache des Michael Myers (Halloween 5: The Revenge of Michael Myers)
- 1989: Manhunt – Eine Stadt jagt einen Mörder (Manhunt: Search for the Night Stalker; Fernsehfilm)
- 1990: Der Traum der Beach Boys (Summer Dreams: The Story of the Beach Boys; Fernsehfilm)
- 1990: Night Angel
- 1990: The Judas Project
- 1991: Ein Meer für Sarah (Sarah, Plain and Tall; Fernsehfilm)
- 1991: Feuersturm im Wolkenkratzer (Fire: Trapped on the 37th Floor; Fernsehfilm)
- 1991: Mein böser Freund Fred (Drop Dead Fred)
- 1991: Switch – Die Frau im Manne (Switch)
- 1991: Abenteuer in den Rocky Mountains (Spirit of the Eagle)
- 1991: Conagher (Fernsehfilm)
- 1991: Crazy from the Heart (Fernsehfilm)
- 1991: Ein Fremder in unserer Mitte (Stranger in the Family; Fernsehfilm)
- 1991: Teuflisches Komplott (False Arrest; Fernsehfilm)
- 1992: Mädchen für alle Fälle (Maid for Each Other; Fernsehfilm)
- 1992: O Pioneers! (Fernsehfilm)
- 1992: Love Potion No. 9 – Der Duft der Liebe (Love Potion No. 9)
- 1992: When No One Would Listen (Fernsehfilm)
- 1992: Stalin (Fernsehfilm)
- 1992: Nemesis
- 1993: Lauras Schatten (I Can Make You Love Me; Fernsehfilm)
- 1993: Best of the Best 2 – Der Unbesiegbare (Best of the Best 2)
- 1993: Return of the Living Dead III
- 1993: Herz in der Finsternis (Heart of Darkness; Fernsehfilm)
- 1993: Hart aber herzlich: Die Rückkehr (Hart to Hart Returns; Fernsehfilm)
- 1993: Philadelphia Experiment II
- 1993: Tanz mit dem weißen Hund (To Dance with the White Dog; Fernsehfilm)
- 1994: Hart aber herzlich: Tod einer Freundin (Hart to Hart: Home Is Where the Hart Is; Fernsehfilm)
- 1994: Steel Will: Mit eisernem Willen (Rise and Walk: The Dennis Byrd Story; Fernsehfilm)
- 1994: Angeklagt – Der Vater (Ultimate Betrayal; Fernsehfilm)
- 1994: Hart aber herzlich: Dem Täter auf der Spur (Hart to Hart: Crimes of the Hart; Fernsehfilm)
- 1994: Royce (Fernsehfilm)
- 1994: Handschrift des Todes (Dead Connection)
- 1994: Love and a .45
- 1994: The Last Chance – Die Nacht der Entscheidung (Hong Kong ’97)
- 1994: Der Rächer im Bett (Judicial Consent)
- 1995: Murder in the First
- 1995: Agentin wider Willen (Spitfire)
- 1995: Mississippi – Fluss der Hoffnung (The Cure)
- 1995: Body Language (Fernsehfilm)
- 1995: Story Stripper – Schmutzige Zeilen (The Last Word)
- 1996: Das Rosenbett (Bed of Roses)
- 1996: Mr. Traffic (Pie in the Sky)
- 1996: Marilyn – Ihr Leben (Norma Jean & Marilyn; Fernsehfilm)
- 1996: Der Untergang der Cosa Nostra (Gotti; Fernsehfilm)
- 1996: Bound – Gefesselt (Bound)
- 1997: Das letzte Duell (Gunfighter's Moon)
- 1997: Bliss – Im Augenblick der Lust (Bliss)
- 1998: Babyhandel Berlin – Jenseits aller Skrupel (Assignment Berlin)
- 1998: Wenn Wünsche in Erfüllung gehen (Twice Upon a Time; Fernsehfilm)

## Nominierungen
Academy Award
- 1979: Nominierung in der Kategorie Bester Ton für In der Glut des Südens – mit John Wilkinson, John T. Reitz, Barry Thomas[1]
- 1982: Nominierung in der Kategorie Bester Ton für Outland – Planet der Verdammten – mit John Wilkinson, Robert Thirlwell, Robin Gregory[2]